# Liste der Mitglieder des Landtags von Waldeck-Pyrmont 1860–1863
Diese Liste nennt die Liste der Mitglieder des Landtags von Waldeck-Pyrmont 1860–1863.
1852 verabschiedete Fürst Georg Victor die Verfassungsurkunde für die Fürstentümer Waldeck und Pyrmont. Damit wurde ein neues Wahlrecht bestimmt und 1860 der fünfte Landtag nach diesem Wahlrecht gewählt. Gewählt wurden 15 Abgeordnete in indirekter Wahl in Mehrpersonenwahlkreisen. Diese Wahlkreise entsprachen den vier Landkreisen, wobei je Kreis vier Abgeordnete gewählt wurden. Ausnahme war Pyrmont, wo drei Abgeordnete gewählt wurden. Rechtsgrundlage der Wahl war das Wahlgesetz vom 17. August 1852 (Wald. Reg. Bl., S. 163) in der Fassung vom 2. August 1856 (Wald. Reg. Bl., S. 75).

## Liste der Abgeordneten
Die so bestimmten Abgeordneten waren:
| Wahlbezirk           | Abgeordneter            | Anmerkungen                            |
| -------------------- | ----------------------- | -------------------------------------- |
| Kreis der Twiste     | Wolrad Schumacher       | Bis 21. Juli 1862 / Präsident bis 1862 |
| Kreis der Twiste     | Albert Cuntze           | Ab 27. Oktober 1862                    |
| Kreis der Twiste     | Gustav Kleinschmit      | 1862 und 1863 Vizepräsident            |
| Kreis der Twiste     | Friedrich Bender        |                                        |
| Kreis der Twiste     | Wilhelm Schumann        | Präsident ab 1862                      |
| Kreis des Eisenbergs | Johannes Friedrich Emde |                                        |
| Kreis des Eisenbergs | Ludwig Vesper           |                                        |
| Kreis des Eisenbergs | Ludwig Severin          |                                        |
| Kreis des Eisenbergs | August Wirths           | Bis 27. Oktober 1862                   |
| Kreis des Eisenbergs | Carl Hagemann           | Ab 27. Oktober 1862                    |
| Kreis der Eder       | Ernst Schäffer          |                                        |
| Kreis der Eder       | Heinrich Döring         |                                        |
| Kreis der Eder       | Georg Michel            |                                        |
| Kreis der Eder       | Karl Koch               |                                        |
| Kreis Pyrmont        | Wilhelm Schleicher      |                                        |
| Kreis Pyrmont        | Adolph Windel           |                                        |
| Kreis Pyrmont        | Carl Ringe              | Bis 1860                               |
| Kreis Pyrmont        | Carl Rudolph Waldeck    | Ab 1860, bis 19. November 1861         |
| Kreis Pyrmont        | Johann Seebohm          | Ab 19. November 1861                   |